# Chiesa della Madonna dei Martiri (Altamura)
La chiesa della Madonna dei Martiri, detta anche la chiesetta dei Martiri, è una chiesa cattolica della città di Altamura appartenente alla diocesi di Altamura-Gravina-Acquaviva delle Fonti. È situata al centro del piazzale interno della porta dei Martiri ed è vicina alla chiesa di San Salvatore e Liberatore.

## Storia
La chiesa era originariamente nota come chiesa di Santa Maria della Porta a causa della sua vicinanza a Porta dei Martiri, una delle porte d'ingresso della città. Fondata nel Duecento, risulta essere una delle chiese più antiche della città e serviva probabilmente in origine la comunità greca di Altamura. Fu di rito greco fino al Cinquecento, mentre nella seconda metà del Settecento la chiesa è stata oggetto di un restauro che ha modificato in modo sostanziale la facciata, come ricorda la data incisa sul cartiglio della porta (1768). È facilmente riconoscibile lo stile rococò della facciata.